# Liste der Mitglieder der American Academy of Arts and Sciences/1845
Im Jahr 1845 wählte die American Academy of Arts and Sciences 26 Personen zu ihren Mitgliedern.

## Neugewählte Mitglieder
- John James Abert (1788–1863)
- Alexander Dallas Bache (1806–1867)
- John Bachman (1790–1874)
- Jacob Whitman Bailey (1811–1857)
- Elisha Bartlett (1804–1855)
- William Holmes Chambers Bartlett (1804–1893)
- Charles Beck (1798–1866)
- James Dwight Dana (1813–1895)
- Stephan Ladislaus Endlicher (1804–1849)
- James Duncan Graham (1799–1865)
- John Edwards Holbrook (1794–1871)
- Elias Loomis (1811–1889)
- Horace Mann (1796–1859)
- Karl Friedrich Phillip von Martius (1794–1868)
- Samuel George Morton (1799–1851)
- Theophilus Parsons (1797–1882)
- Charles Pickering (1805–1878)
- William C. Redfield (1789–1857)
- Henry Darwin Rogers (1808–1866)
- William Barton Rogers (1804–1882)
- William Starling Sullivant (1803–1873)
- George Talcott (1786–1862)
- John Hapgood Temple (1812–1877)
- Edward Tuckerman (1817–1886)
- Henry Wheatland (1812–1893)
- Theodore Dwight Woolsey (1801–1889)